# 김승구 (작가)
김승구(金承久, 본명: 김상복, 본명 한자: 金相福 1914년 ~ 1994년 11월)는 일제강점기의 연극인이며 조선민주주의인민공화국의 시나리오 작가이다.

## 생애
본명은 김상복(金相福)으로, 경기도 수원 출생이다. 일본 메이지 대학교에서 수학했다.
1938년 동아일보 신춘문예에 일본에 거주하는 조선인 노동자들의 삶을 그린 단막 희곡 〈유민(流民)〉이 당선되어 등단하였다.
1939년 협동예술좌를 창립하였고, 1945년 조선총독부가 후원하는 제3회 연극경연대회에 〈산하유정(山河有情)〉을 출품했다. 안영일이 연출하고 극단 아랑이 공연한 〈산하유정〉은 이 대회에서 단체상과 작품상, 연출상, 장치상, 연기상을 휩쓸었으나, 내용상 친체제적 요소는 상대적으로 적은 편이다. 2008년 민족문제연구소에서 친일인명사전에 수록하기 위해 정리한 친일인명사전 수록예정자 명단 중 연극/영화 부문에 선정되었다.
광복 후 조선연극건설본부에 참여했다가 송영, 강호, 나웅 등과 함께 탈퇴, 조선프롤레타리아연극동맹을 창립하는 등 좌익 계열에서 앞장서 활동했다. 두 단체는 결국 다시 통합하여 조선연극동맹이 결성되었는데, 김승구는 연극동맹의 서기장을 맡았다.
이후 곧 월북하여 1949년 조선민주주의인민공화국 최초의 극영화로 유원준, 문예봉이 주연을 맡은 《내 고향》의 시나리오를 썼다. 평양연극영화대학의 교수를 지냈고, 조선민주주의인민공화국 영화계의 1세대 시나리오 작가로 활동했다. 1994년 부음이 조선민주주의인민공화국 언론에 실렸고, 사망 당시 나이는 80세로 보도되었다.

## 작품
- 《황금광상곡》
- 《로나부인 행장기》
- 《화전지대》

## 참고자료
- “北 시나리오 작가 세대교체”. 연합뉴스. 2004년 12월 24일.